# 爆発型変光星
爆発型変光星（ばくはつがたへんこうせい）(eruptive variable)とは、変光星の一種。恒星の外層や大気の爆発によって変光する星で、規則性が見られない。

## (BE)
Be星のうち、GCASに分類できないもの。

## カシオペヤ座γ型変光星 (GCAS)
高速度で自転しているスペクトル型がBeの巨星・準巨星・主系列星で赤道の周りにガスリングをつくったり消滅させたりして変光する。変光範囲は1.5等くらいが多い。
主なカシオペヤ座γ型変光星
- カシオペヤ座γ星 -- 1.6等星〜3.0等星の範囲を変光する[2]。
- さそり座δ星 -- 1.86等星〜2.32等星の範囲を変光する[3]。

## 不規則型 (I)
脈動変光星の不規則型（L）以外の不規則な変光星は全てこの型に含まれる。さらにI（あまりよく研究されていないもの）、IN、IT、INT（おうし座T型）、IS（速い変光をするもの）などに細分類される。
主な不規則型の変光星
- ぎょしゃ座RW星 -- 9.0等星〜13.5等星の範囲を変光する。IT型に属する。
- おうし座T星 -- 9.6等星〜13.6等星（写真等級）の範囲を変光する。INT型に属する。

## かんむり座R型変光星 (RCB)
スペクトル型がB-Cの炭素に富み水素が少ない超巨星で、不規則に1〜数等の減光を示す星。一部のこの型の星は減光時以外でも40日程度の周期の脈動が観測されている。
主なかんむり座R型変光星
- かんむり座R星 -- 5.71等星〜14.8等星の範囲を変光する。
- いて座RY星 -- 5.8等星〜14.0等星の範囲を変光する。

## かじき座S型変光星 (SDOR)
スペクトル型がB-Fの非常に明るい青色超巨星で、不規則に1〜7等変光する。高光度青色変光星、LBV（Luminous blue variable）とも呼ばれ、質量が大変大きく不安定な星。
主なかじき座S型変光星
- かじき座S星 -- 8.6等星〜11.7等星の範囲を変光する。
- はくちょう座P星 -- 3.0等星〜6.0等星の範囲を変光する。
- りゅうこつ座η星 -- -0.8等星〜7.9等星の範囲を変光する。
- さそり座ζ1星 -- 4.66等星から4.86等星の範囲を変光する。

## くじら座UV型変光星 (UV)
別名閃光星（フレア星）。この型の星は比較的若い赤色矮星で普段は暗いが、彩層で発生したフレアにより急激に増光する。
主なくじら座UV型変光星
- くじら座UV星（ルイテン726-8 B） -- 6.8等星〜12.95等星の範囲を変光する。
- しし座AD星 -- 8.07等星〜11.00等星（青色等級）の範囲を変光する。

## ウォルフ・ライエ型変光星 (WR)
ウォルフ・ライエ星のうち変光するもの。
主なウォルフ・ライエ型変光星
- ほ座γ星 -- 1.5等星〜1.7等星の範囲を変光する。